# Réchicourt-la-Petite
Pour les articles homonymes, voir Réchicourt.
Réchicourt-la-Petite est une commune française située dans le département de Meurthe-et-Moselle en région Grand Est.

## Géographie

### Localisation
Réchicourt-la-Petite est située à 16 km au nord-est de Lunéville, la plus grande ville aux alentours. La commune est proche du parc naturel régional de Lorraine à environ 7 km.
Le territoire de la commune est limitrophe de six communes, dont Bezange-la-Petite qui se trouve dans le département voisin de la Moselle. Une septième commune, Xanrey, également en Moselle, touche Réchicourt-la-Petite dans le nord.
|           | Juvrecourt           | Bezange-la-Petite (Moselle) |
| Arracourt | Réchicourt-la-Petite |                             |
| Bures     | Parroy               | Coincourt                   |

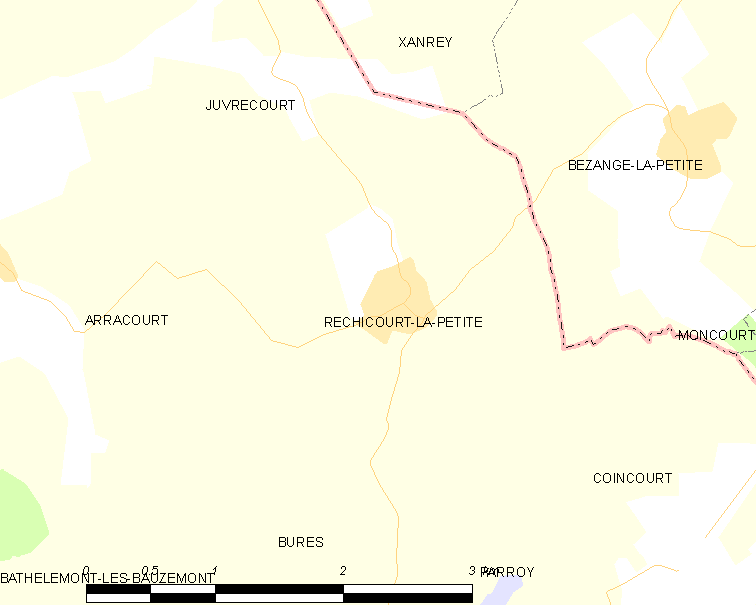
Carte de la commune.
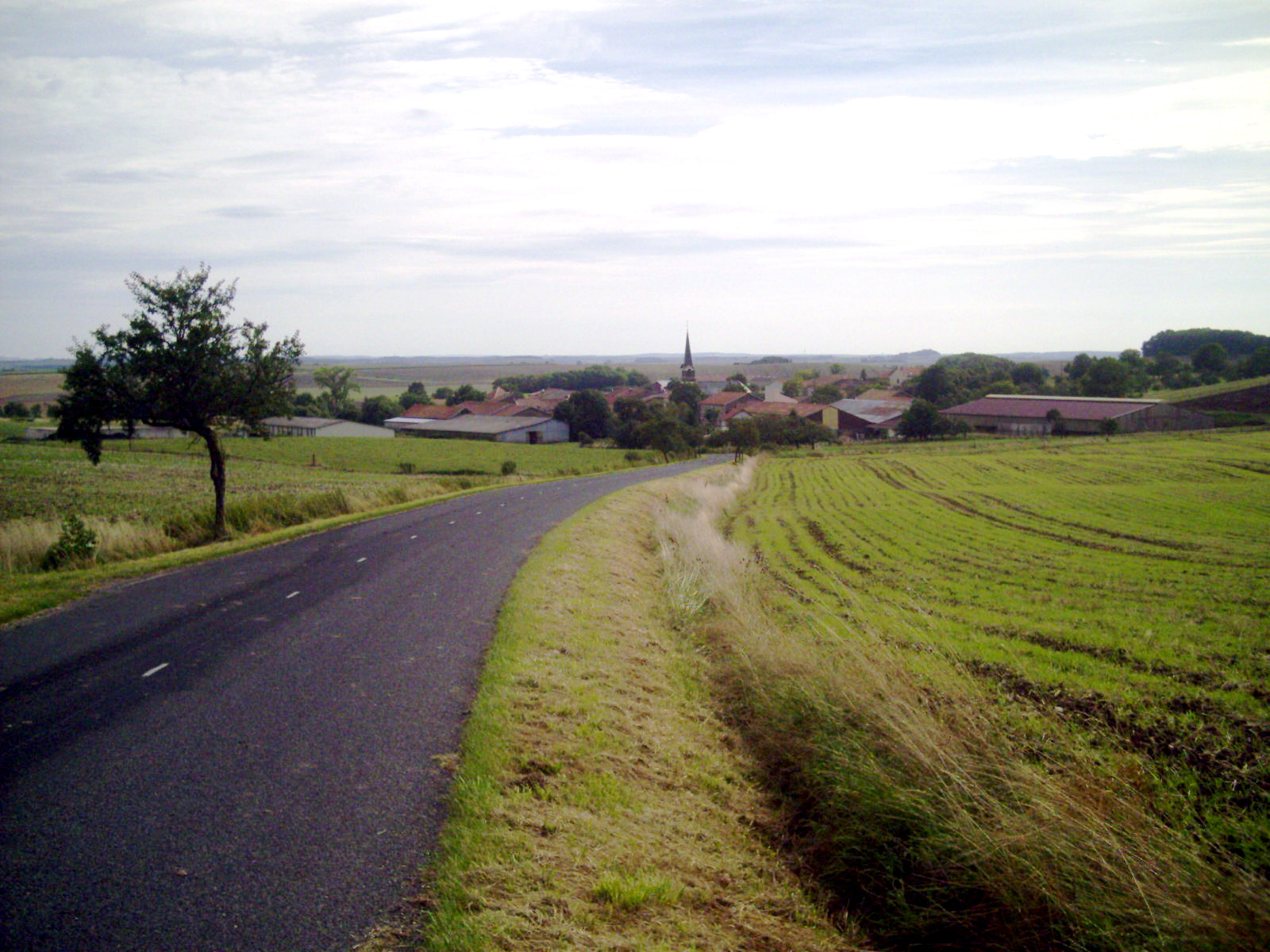
Paysage à l'approche du village.
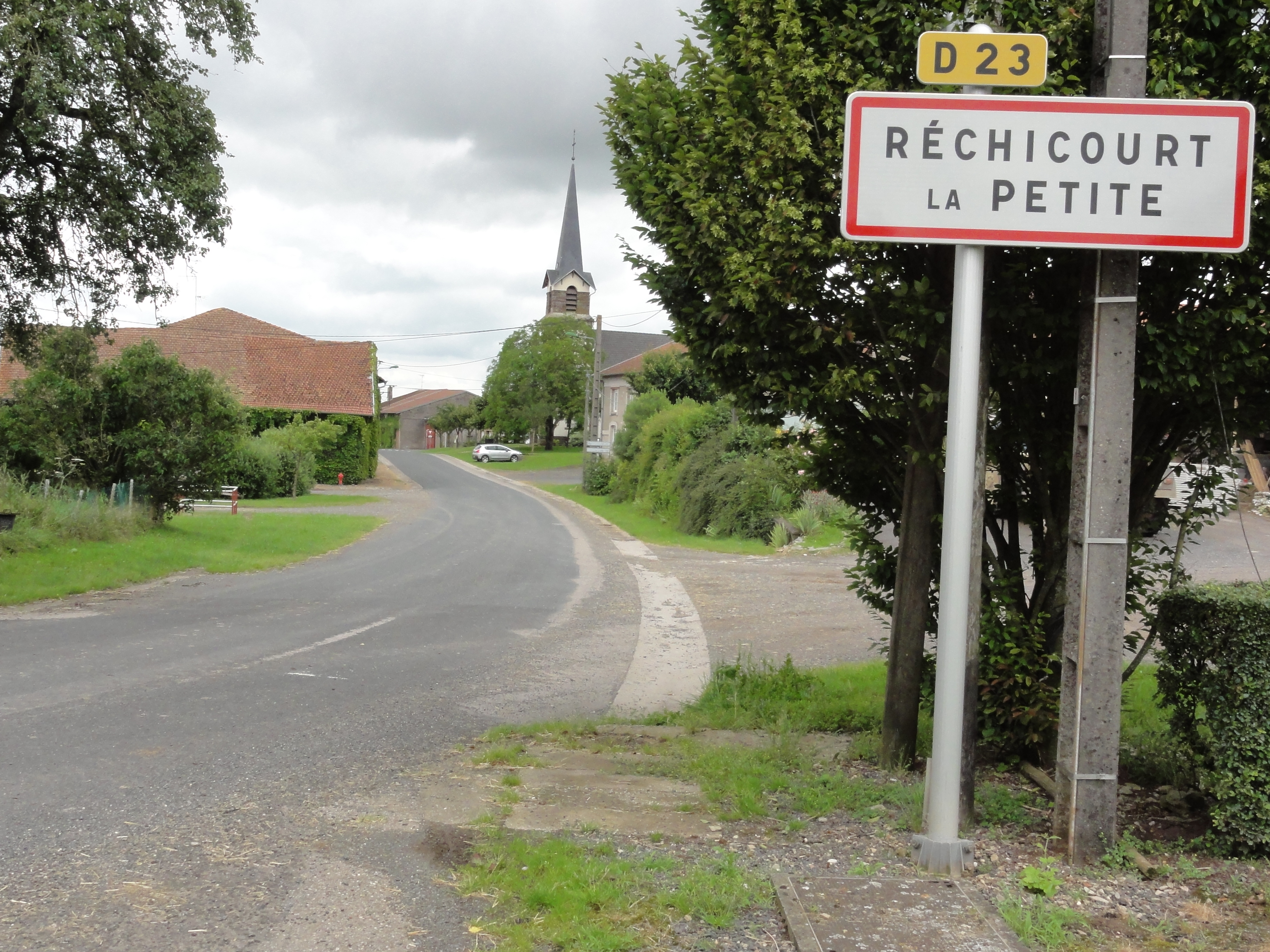
Entrée de Réchicourt-la-Petite.
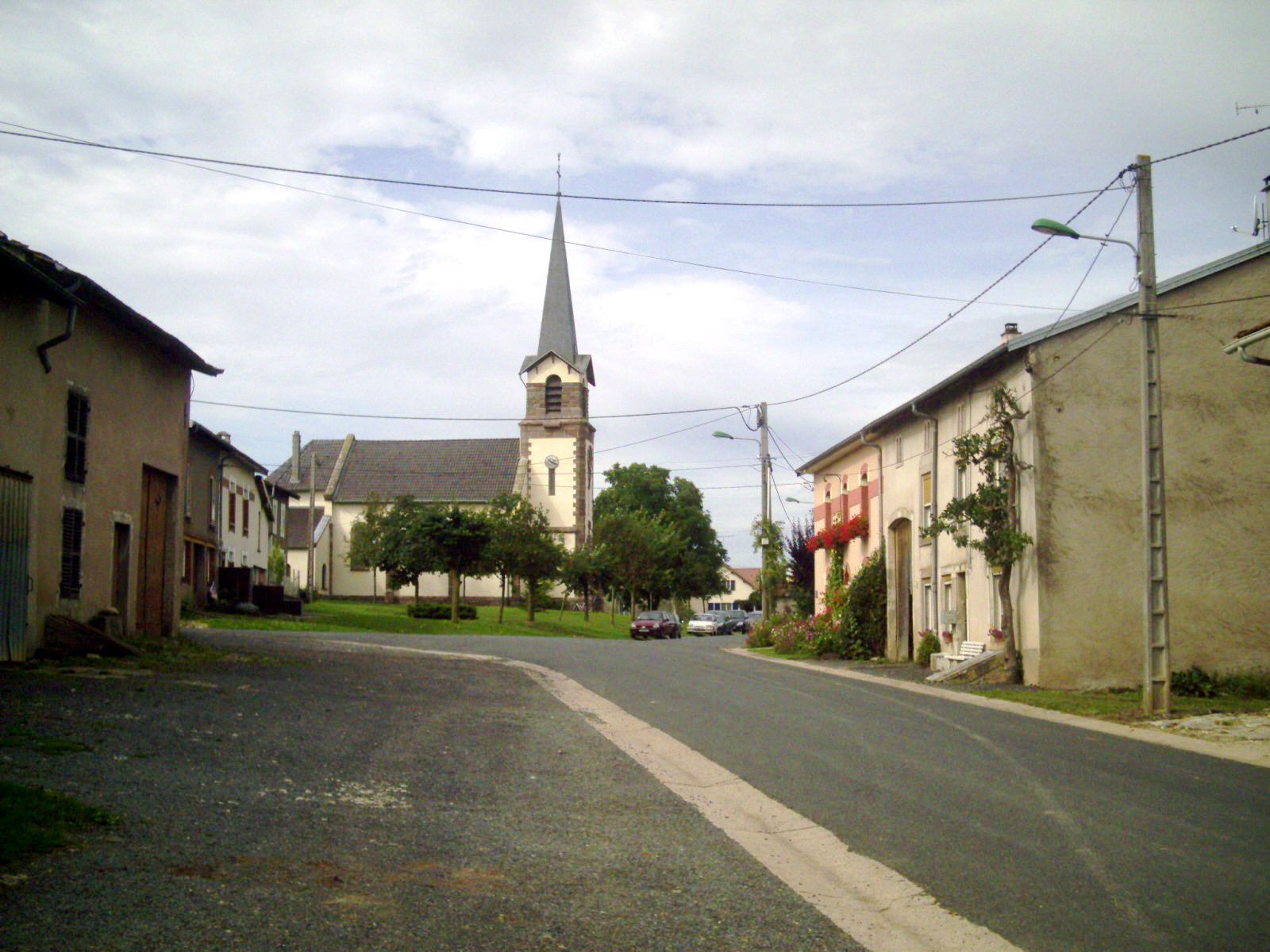
La rue principale.

### Relief et hydrographie
Située à 258 mètres d'altitude, la commune de Réchicourt-la-Petite s'étend sur 5,5 km2.
La rivière de la Loutre Noire, long de 18 km prend sa source au lieu-dit de Noire Fontaine et se jette dans la Seille (affluent de la Moselle) à Pettoncourt. Le ruisseau de Richarmenil prend sa source au sud de la commune et passe sur les territoires de Bures et de Parroy pour se jeter dans le Sânon. Le ruisseau appelé la Prèle prend sa source à Arracourt et passe sur le territoire de Réchicourt-la-Petite pour se jeter dans le Moncel.

### Hydrographie
La commune est dans le bassin versant du Rhin au sein du bassin Rhin-Meuse. Elle est drainée par la Loutre Noire et le ruisseau de Richarmenil,.
La Loutre Noire, d'une longueur de 18 km, prend sa source dans la commune  et se jette  dans la Seille à Moncel-sur-Seille, après avoir traversé sept communes.

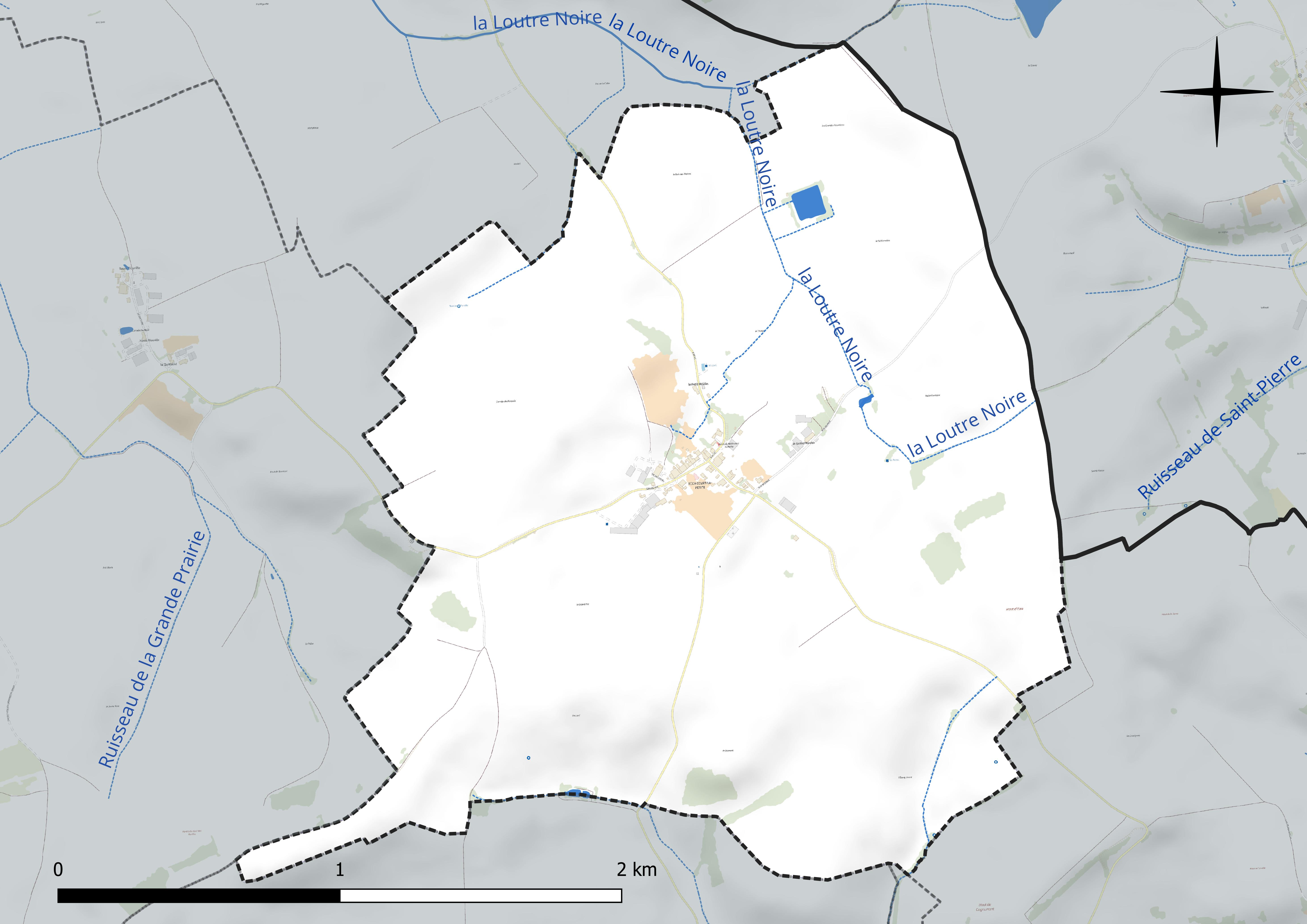
Réseau hydrographique de Réchicourt-la-Petite.

### Climat
Pour des articles plus généraux, voir Climat du Grand Est et Climat de Meurthe-et-Moselle.
En 2010, le climat de la commune est de type climat des marges montargnardes, selon une étude du Centre national de la recherche scientifique s'appuyant sur une série de données couvrant la période 1971-2000. En 2020, Météo-France publie une typologie des climats de la France métropolitaine dans laquelle la commune est exposée à un climat semi-continental et est dans la région climatique Lorraine, plateau de Langres, Morvan, caractérisée par un hiver rude (1,5 °C), des vents modérés et des brouillards fréquents en automne et hiver.
Pour la période 1971-2000, la température annuelle moyenne est de 9,8 °C, avec une amplitude thermique annuelle de 17,2 °C. Le cumul annuel moyen de précipitations est de 863 mm, avec 11,7 jours de précipitations en janvier et 9,6 jours en juillet. Pour la période 1991-2020, la température moyenne annuelle observée sur la station météorologique de Météo-France la plus proche, « Rodalbe », sur la commune de Rodalbe à 23 km à vol d'oiseau, est de 10,6 °C et le cumul annuel moyen de précipitations est de 737,2 mm. 
La température maximale relevée sur cette station est de 38,7 °C, atteinte le 24 juillet 2019 ; la température minimale est de −18,1 °C, atteinte le 26 décembre 2010,,.
Les paramètres climatiques de la commune ont été estimés pour le milieu du siècle (2041-2070) selon différents scénarios d'émission de gaz à effet de serre à partir des nouvelles projections climatiques de référence DRIAS-2020. Ils sont consultables sur un site dédié publié par Météo-France en novembre 2022.

## Urbanisme

### Typologie
Au 1er janvier 2024, Réchicourt-la-Petite est catégorisée commune rurale à habitat dispersé, selon la nouvelle grille communale de densité à sept niveaux définie par l'Insee en 2022.
Elle est située hors unité urbaine et hors attraction des villes,.

### Occupation des sols

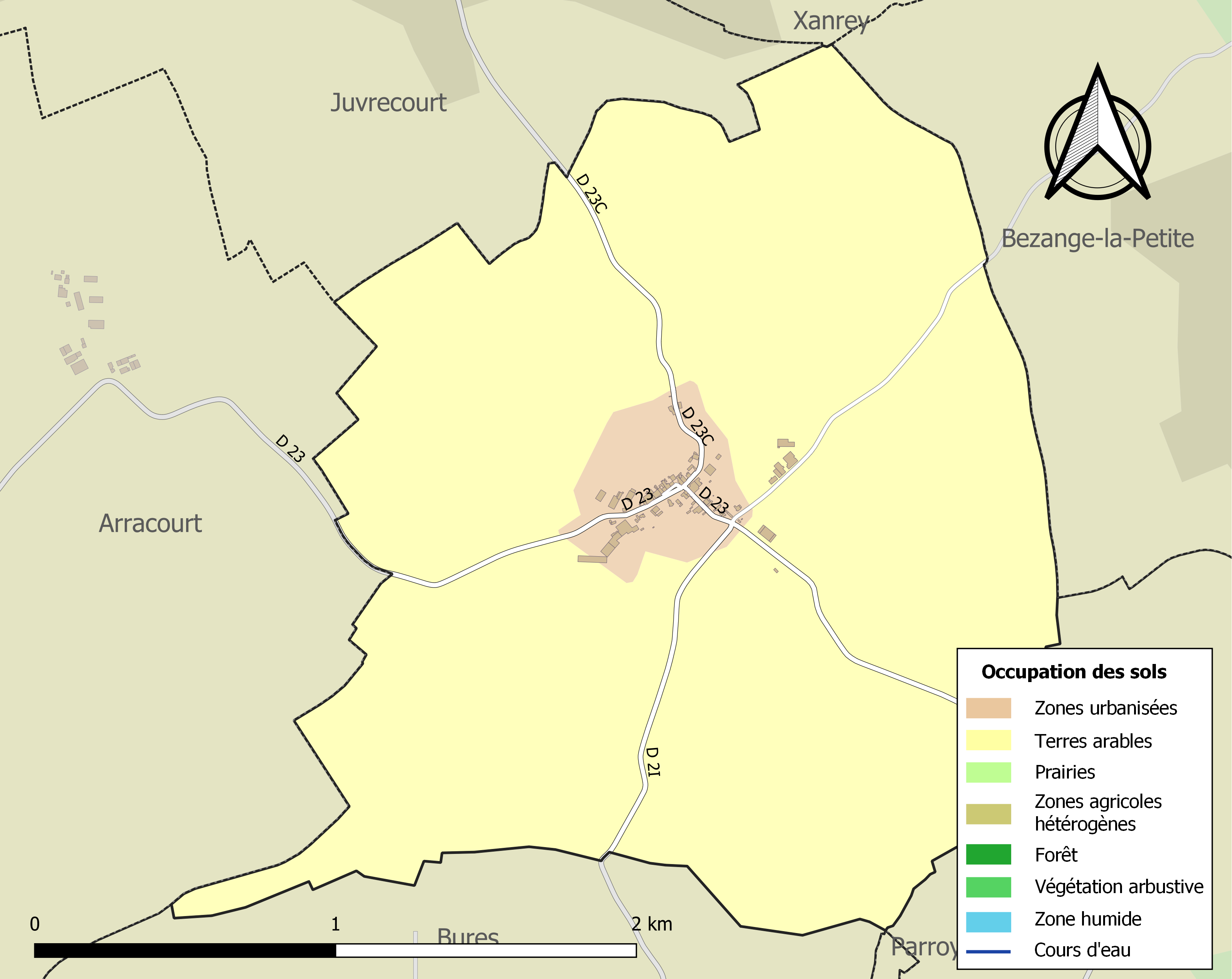
Carte des infrastructures et de l'occupation des sols de la commune en 2018 (CLC).

L'occupation des sols de la commune, telle qu'elle ressort de la base de données européenne d’occupation biophysique des sols Corine Land Cover (CLC), est marquée par l'importance des territoires agricoles (95,2 % en 2018), une proportion identique à celle de 1990 (95,2 %). La répartition détaillée en 2018 est la suivante : terres arables (95,2 %), zones urbanisées (4,8 %).

## Toponymie
Le nom de Réchicourt-la-Petite a évolué au cours des siècles au gré des copistes et des prononciations avant de se stabiliser au XIXe siècle. Entre 1127 et 1168, le village s'appelait Richiscurt d'après une charte du prieuré de Flavigny, qui nomme son seigneur Matfridus de Richiscurt. Les évêques de Metz semblent avoir rapidement mis la main sur le village dont ils sont les suzerains depuis des temps immémoriaux. Deux chartes de l'abbaye de l'Isle du XIIe siècle mentionnent Richeyrcort et Richicort... La proximité de l'abbaye de Salival avec Réchicourt-la-Petite donne plus de poids à la véracité du nom Richeicourt que l'on trouve en 1269 dans le cartulaire de l'abbaye. En 1447, apparaît La Petite Réchiecourt. Le 17 frimaire an 10 (8 décembre 1801), on voit La Petite Réchicourt, et le 3 ventôse an 10 (22 février 1802) Réchicourt-la-Petite.

Kleinrixingen en allemand.

### Étymologie
Réchicourt vient probablement de Richari auquel s'adjoint le mot latin curtis qui signifie domaine. Ce domaine appartenait sans doute à un Richari qui est probablement le nom de baptême d'un personnage puissant d'origine allemande, et qui y laisse son nom. Richari est composé de ric qui signifie puissant et hari qui signifie armée.

## Histoire
(octobre 2016).

### Le Moyen Âge
La toponymie de Réchicourt-la-Petite nous renseigne sur les origines du village qui semble être fort ancien. Il y avait dès les temps romain ou gallo-romain un domaine, un "Curtis" dont le premier possesseur s'appelait probablement Richard. Entre 1127 et 1168, le village a des seigneurs particuliers. Il appartient, d'après une charte du prieuré de Flavigny-sur-Moselle, à un seigneur nommé Matfridus de Richiscurt. Une autre charte de ce même prieuré mentionne le don d'une dénommée Cunégonde, aux bénédictins de Flavigny de la moitié de la cure d'Essey-les-Nancy entre 1126-1140. Cette dame est la femme de Mafridi de Richiscurt.
Les premières mentions de Réchicourt-la-Petite apparaissent aussi dans les cartulaires des monastères de Salival et de Haute-Seille qui vont soit bénéficier des largesses des seigneurs locaux, soit acheter les terres, rentes et héritages dont se séparent la noblesse locale. Ainsi, "en 1268, Mathieu, duc de Lorraine, déclare qu'en sa présence, Mathieu de Moyenvic, du consentement de sa femme Isabelle, a vendu à l'abbé du couvent de Clairvaux, la troisième partie de la dîme de Réchicourt, près Marsal".
Au mois de mai 1269, l'abbaye de Salival achète à Jakematte, veuve de Perrin Kabaire, bourgeois de Vic, une maison et une grange, situées à la Petite-Réchicourt, (Richeicourt), et plusieurs terres et prés au ban dudit lieu. Le 22 janvier 1279, Renbauz et Perrins Charterius donnent à la même abbaye ce qu'ils avaient au cours d'eau du moulin de la Petite Réchicourt. En 1290, Bauldouin, dit Thoneins, de Bathelémont, fait encore donation aux religieux de Salival de ce qu'il possédait en héritages à la Petite Réchicourt. Au mois de novembre 1485, l'abbé de Salival admondie à Jacob This et à Hanus de Marsal le moulin de la Petite Réchicourt, avec les dépendances, pour en faire un foulon (moulin).

### De la Renaissance à la Révolution
Par son testament en date du 23 novembre 1637, Nicolas Gérardin, prêtre séculier, curé de la Petite Réchicourt, [du vocable de Saint-Laurent] donne à son église et à ses successeurs tous les acquêts qu'il avait faits audit lieu moyennant une messe haute de Requiem tous les vendredis soir de l'année, et une messe basse, le premier samedi de chaque mois, à l'autel de la Vierge. Un pied-terrier de 1731 fait mention de terres dites le ban Saint-Jean, situées au finage de Réchicourt et appartenant à la commanderie de Gelucourt.
La cure du village était unie dès les temps les plus reculés; c'est-à-dire qu'elle était associée avec la manse d'un chapitre, en l'occurrence celui de Domèvre. Il n'est pas connu à quelle date la cure devient régulière. Peu après 1726, divers bras de fer commence entre le père Piart, abbé de Domèvre, collateur des cures de Destrich (Destry) et de la Petite Réchicourt, et Mgr de Coislin, prince-évêque de Metz et duc et pair de Coislin, pour pourvoir les deux cures.
En 1737, l'église est rebâtie sous l'administration du P. Renardy. À sa mort, en 1747, le P. Malherbe lui succède mais l'évêque ne lui donne qu'une institution restreinte contre laquelle il n'ose réclamer. En effet, l'évêque de Metz, Mgr de Saint-Simon, avait donné les pouvoirs au P. Malherbe "pour un an seulement" et en faisant insérer dans les lettres d'institution cette clause inaccoutumée. Le chanoine régulier écrivait qu'il n'avait osé protester contre cette nouveauté, "parce que, disait-il, je craignais de le fâcher beaucoup par là, ce que je devais extrêmement craindre, non seulement pour moi, mais pour notre congrégation, contre laquelle il est extrêmement indisposé"'.
Un colombier, signe de la puissance seigneuriale, se dressait sur le territoire de Réchicourt-la-Petite. Se trouvait-il à côté d'une maison seigneuriale ou d'une maison-forte, résidence des seigneurs attestés possesseurs de la terre ? Rien n'est certain. Le moulin, où les habitants faisaient moudre leur grain, a également disparu lors de la Révolution de 1789.
En 1907, M. Charles Étienne a publié, sous l'égide du ministère de l'instruction civique, les cahiers de doléances des bailliages de Metz et de Nancy pour les États-Généraux de 1789. Les habitants de Réchicourt-la-Petite y insèrent vingt-neuf doléances dans un procès-verbal daté du 15 mars 1789 : le village comptait alors 29 feux et les députés étaient Jean-Joseph Hannezo et Nicolas Fouquignon. Les signataires du cahier étaient Jean Griffaton, Jean-François Marcel, maire et syndic, Jean-Joseph Hannezo, Nicolas Fouquignon et Jean-Gaspard Simon.

### Réchicourt-la-Petite auXIXesiècle
En 1822, il y avait 182 habitants, 36 feux et 27 habitations.
En 1836, l'abbé E. Grosse donne quelques informations sur le village : « […] situé près de la route de Moyenvic à Lunéville, sur une côte peu élevée, à 10 kilomètres au sud-est de Vic, chef-lieu de canton, à 16 kilomètres au sud-est de Château-Salins, chef-lieu de l'arrondissement, et à 39 kilomètres à l'est de Nancy. Pop. : 233 ind., 23 élect comm., 10 cons. mun., 47 feux et 39 habitations. Territ : 438 hect., dont 422 en terres arab. et 16 en prés. Mes. de Vic ; les lettres viennent par Moyenvic. Ce village paraît remonter à une période assez lointaine : nos anciennes chroniques en font mention, mais en se contentant de le nommer, sans donner aucun détail sur son histoire. On sait que Réchicourt appartenait au domaine des évêques de Metz : il répondait à la châtellenie de Vic, bailliage de cette ville, généralité et parlement de Metz, avec les coutumes de l’évêché. Quant au spirituel, il faisait également partie du spirituel du diocèse de Metz ; aujourd'hui, c'est l'annexe de Bezange-la-Petite ».
En 1862, Réchicourt-la-Petite fait partie du canton de Vic-sur-Seille avec vingt-trois communes, comptant 13,825 habitants.
Après le traité de Francfort, elle a intégré le nouveau canton d'Arracourt avec les huit autres communes restées françaises. Le village se retrouve alors très proche de la frontière avec l'Empire allemand, et accueille une brigade de la douane, composée de 13 hommes, ainsi que leur famille. À cette époque le village compte 3 cafés et une poste.

### La Première Guerre mondiale
Le village s'est retrouvé sur la ligne de front et a été dévasté en grande partie, avec la destruction quasiment complète de la mairie-école et de l'église — toutes deux reconstruites dans les années 1920 — ainsi que de nombreuses maisons et des deux uniques moulins.
Celui du nom de « Grand Moulin » a été bombardé le 23 octobre 1917, par les premiers obus tirés pas les Américains fraichement arrivés sur le front et positionnés en batterie à proximité du village de Bathelémont-lès-Bauzemont.
Au lieu-dit Haut des Ruelles, à un kilomètre du village, sont tombés au combat les trois premiers soldats américains sur le sol français lors de la Première Guerre mondiale, après une attaque allemande dans la nuit du 2 au 3 novembre 1917,.

### La Seconde Guerre mondiale
Pendant la Seconde Guerre mondiale s'y est déroulée une partie de la bataille de char d'Arracourt. Les habitants ont été évacué à Saint-Nicolas-de-Port.

## Politique et administration
| Période                                  | Période                   | Identité                                            | Étiquette | Qualité     |
| ---------------------------------------- | ------------------------- | --------------------------------------------------- | --------- | ----------- |
| Les données manquantes sont à compléter. |                           |                                                     |           |             |
| 1969                                     | mars 2001                 | Henri Defrance                                      |           | Agriculteur |
| mars 2001                                | En cours (au 20 mai 2020) | Philippe Guillaumont Réélu pour le mandat 2020-2026 |           | Agriculteur |

## Population et société

### Démographie
L'évolution du nombre d'habitants est connue à travers les recensements de la population effectués dans la commune depuis 1793. Pour les communes de moins de 10 000 habitants, une enquête de recensement portant sur toute la population est réalisée tous les cinq ans, les populations de référence des années intermédiaires étant quant à elles estimées par interpolation ou extrapolation. Pour la commune, le premier recensement exhaustif entrant dans le cadre du nouveau dispositif a été réalisé en 2004.

En 2022, la commune comptait 63 habitants, en évolution de +5 % par rapport à 2016 (Meurthe-et-Moselle : −0,13 %, France hors Mayotte : +2,11 %).
| 1793 | 1800 | 1806 | 1821 | 1831 | 1836 | 1841 | 1846 | 1851 |
| ---- | ---- | ---- | ---- | ---- | ---- | ---- | ---- | ---- |
| 154  | 170  | 169  | 182  | 200  | 219  | 203  | 210  | 177  |

| 1856 | 1861 | 1872 | 1876 | 1881 | 1886 | 1891 | 1896 | 1901 |
| ---- | ---- | ---- | ---- | ---- | ---- | ---- | ---- | ---- |
| 186  | 197  | 206  | 181  | 168  | 204  | 190  | 182  | 147  |

| 1906 | 1911 | 1921 | 1926 | 1931 | 1936 | 1946 | 1954 | 1962 |
| ---- | ---- | ---- | ---- | ---- | ---- | ---- | ---- | ---- |
| 152  | 128  | 125  | 104  | 107  | 93   | 74   | 87   | 77   |

| 1968 | 1975 | 1982 | 1990 | 1999 | 2004 | 2006 | 2009 | 2014 |
| ---- | ---- | ---- | ---- | ---- | ---- | ---- | ---- | ---- |
| 71   | 61   | 69   | 50   | 73   | 72   | 71   | 75   | 62   |

| 2019 | 2022 | - | - | - | - | - | - | - |
| ---- | ---- | - | - | - | - | - | - | - |
| 65   | 63   | - | - | - | - | - | - | - |

### Enseignement
La commune se trouvant en Meurthe-et-Moselle, elle fait partie de l'académie de Nancy-Metz.
L'école du village a été fermé dans les années 1960[réf. souhaitée].

## Économie

### Revenus et emploi
Le village compte 85 % de population active, dont 5 % de chômeurs en 2019.
En moyenne, le salaire mensuel à Réchicourt-la-Petite en 2020 pour un foyer fiscal est de 2 414 €, sur 32 foyers fiscaux.

### Entreprises et commerces
Il existe 3 exploitations agricoles historiques dans le village, dont une tient une activité de commerce de produits fermiers. On y trouve également deux artisans concernant la mécanique et les travaux d'intérieur, et une professionnelle de santé,.

## Culture locale et patrimoine

### Lieux et monuments

#### Église Saint-Laurent
L'église du village a été reconstruite entre 1923 et 1924 par l'architecte Charles Hornet. Les fondations de l'ancienne église et une partie du clocher ont pu être conservé malgré les importants dégâts causés durant la première guerre mondiale.
À côté de l'église se trouve un panneau informatif à propos des violents combats qui ont eu lieu autour du village en septembre 1944.

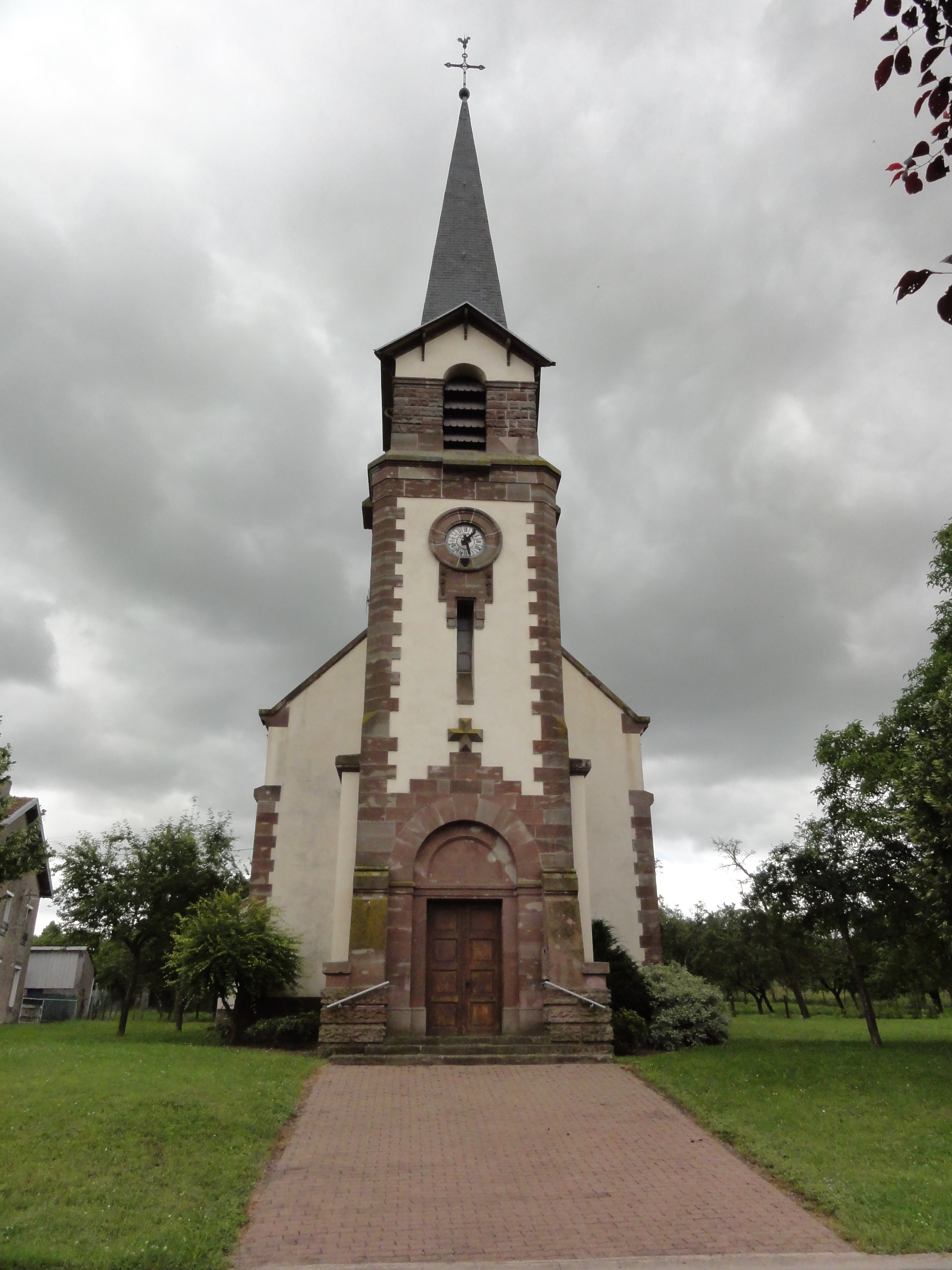
Vue de la route de l'église
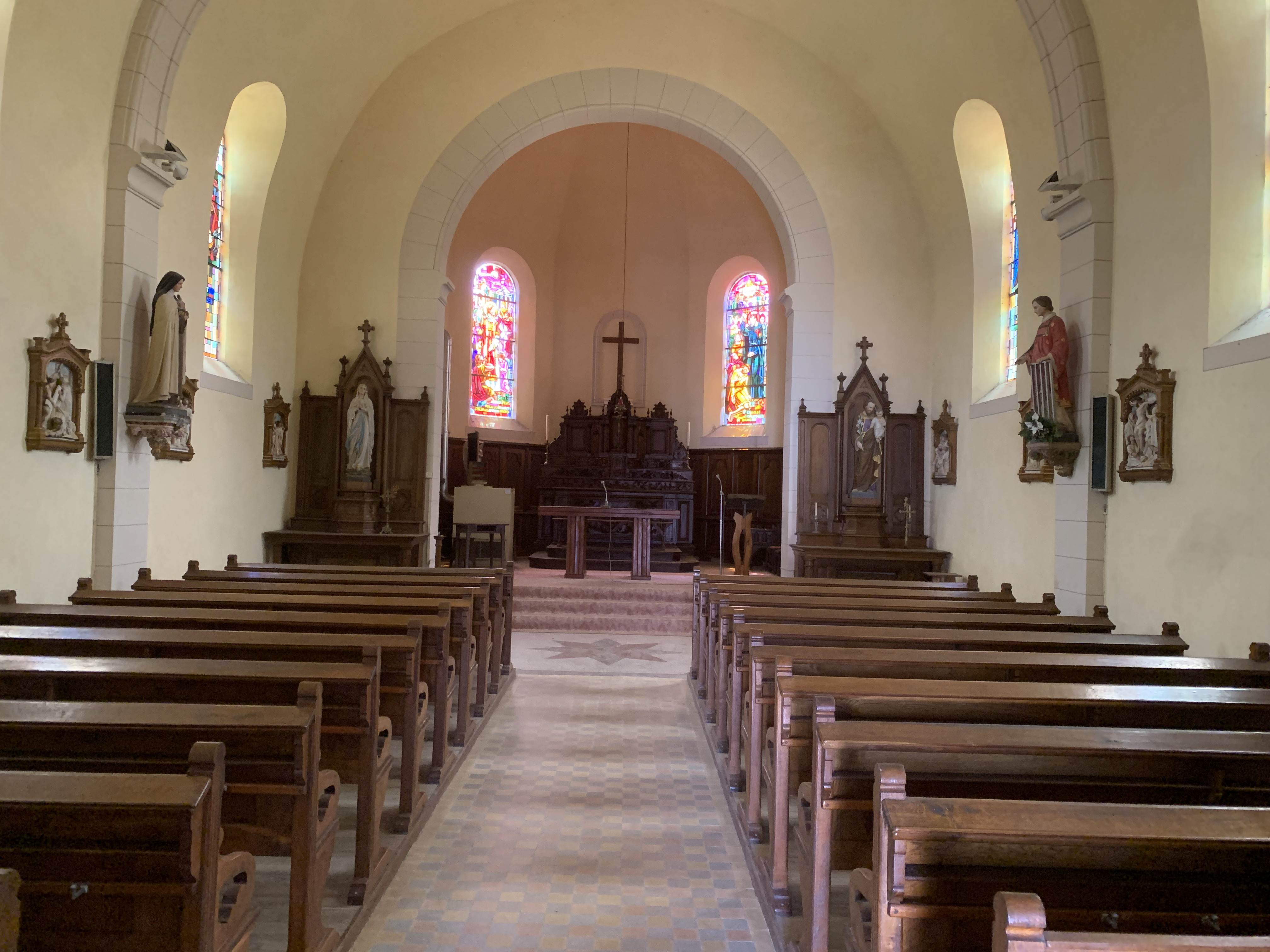
Intérieur de l'église vue de l'entrée

#### Monument aux morts
Le monument aux morts du village est situé dans le cimetière. Ils portent les noms des habitants morts lors de la première et de la seconde guerre mondiale.

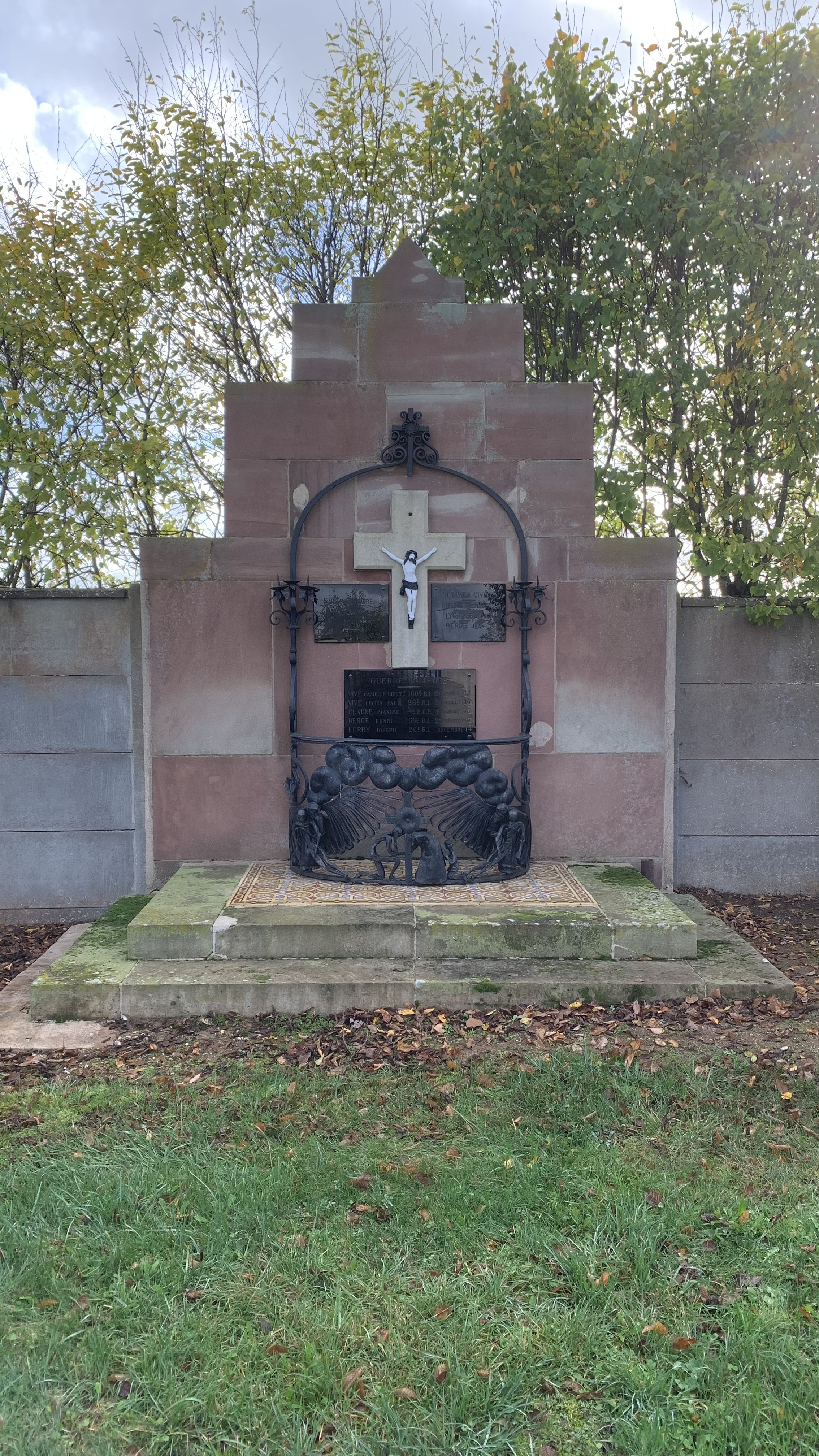
Monument aux morts

#### Monument commémoratif
Le monument commémoratif a été érigé en 2017 en l'honneur des trois premiers Américains tombés sur le sol français pendant la Première Guerre mondiale, au lieu-dit « du Haut des Ruelles ». Une cérémonie a eu lieu à la mairie à ce titre en 2017.

On y trouve également un point de vue sur la vallée de la Loutre Noire, et l'étang de Bures. Plusieurs panneaux informatifs sont disposés, dont un recto verso au niveau du parking de l'antenne.

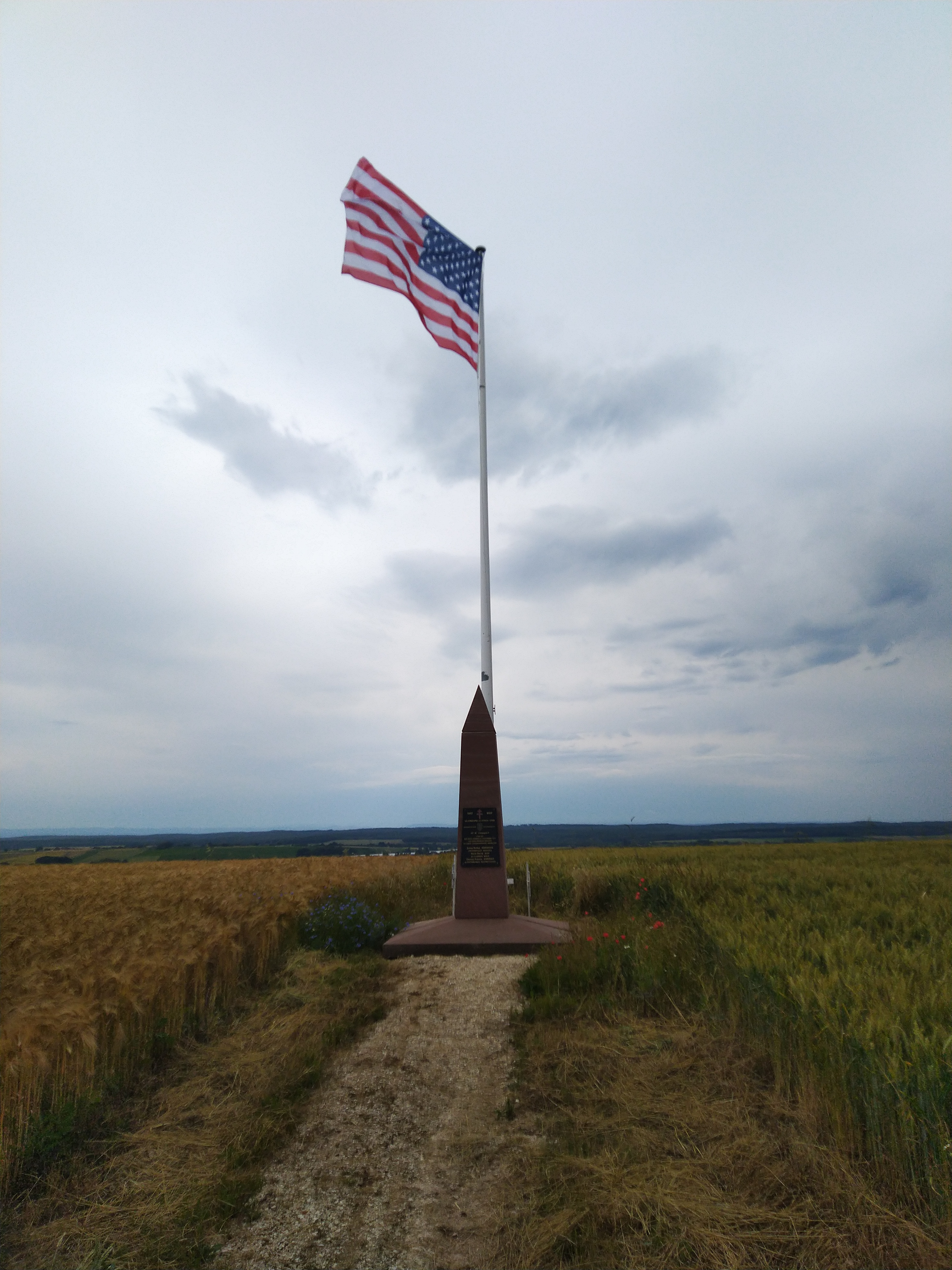
Monument commémoratif
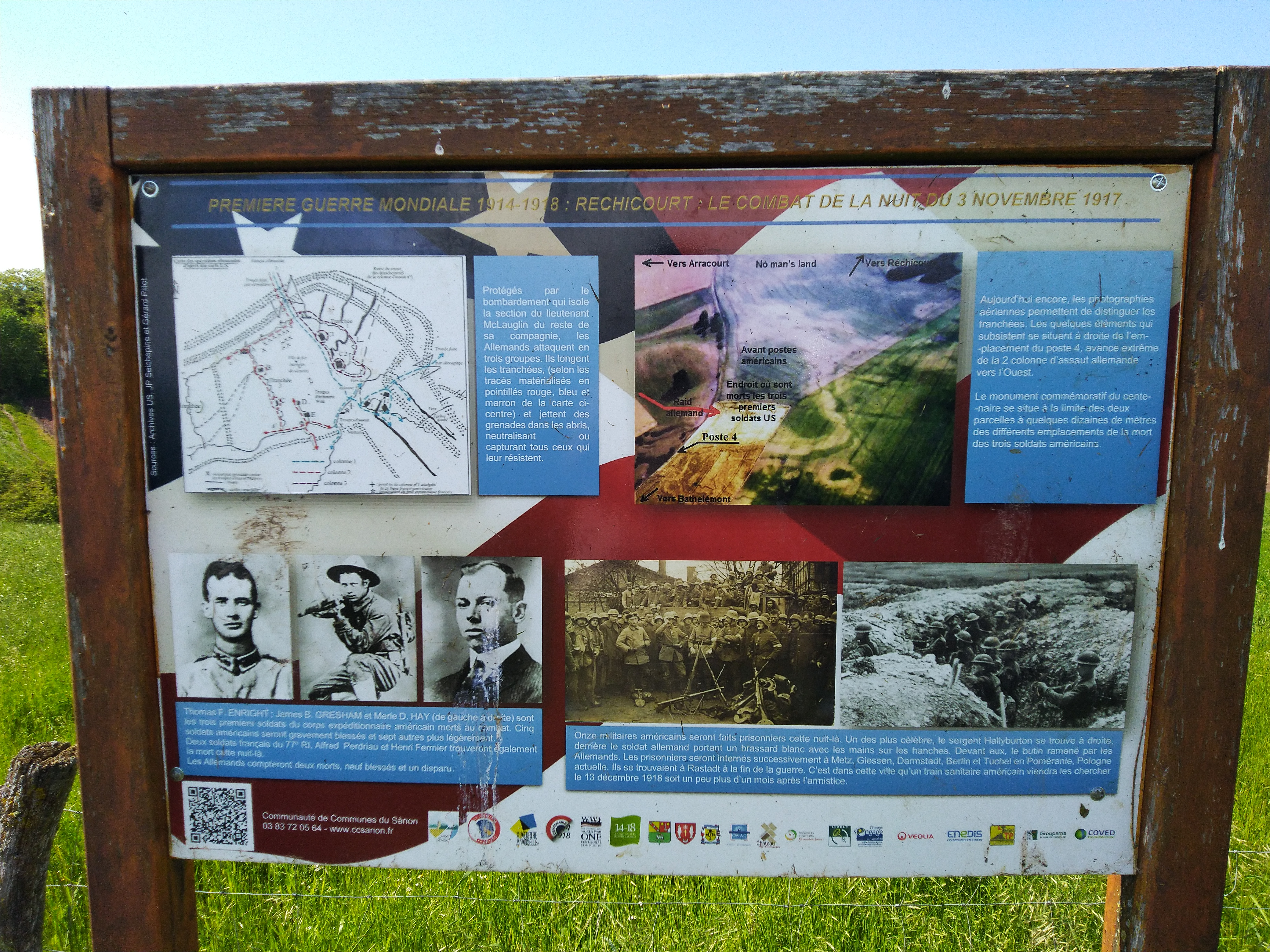
Panneau informatif des combats de la nuit du 3 novembre 1917

### Héraldique
| Blason de Réchicourt-la-Petite | Blason  | De gueules à la croix au pied fiché d’or soutenu par un croissant d’argent accostée de deux saumons adossés d’argent, le tout surmonté d’un gril de même.                                                                                             |
| Blason de Réchicourt-la-Petite | Détails | Ce blason est la combinaison des armes des deux abbayes : Salival (les saumons) et Haute Seille (la croix et le croissant). Le gril de saint Laurent, patron de la paroisse, complète les armoiries. Le statut officiel du blason reste à déterminer. |